# 墨塗り教科書
墨塗り教科書（すみぬりきょうかしょ）とは、教科書の記述に墨を塗らせて抹消したもの。
日本が第二次世界大戦で敗戦した直後に、国家主義や戦意を鼓舞する内容を抹消させたものが有名である。
教科書への墨塗りは、日本以外では韓国でも行われていた。

## 日本
教科書の選定制度は、1886年（明治19年）に小学校の教科書に検定制度が設けられたことが始まりである。1890年に教育勅語が出され、教科書は天皇への忠義を教えた。教科書疑獄事件をきっかけに、政府は1903年、小学校令を一部改正し、あらたに国が教科書を決める国定教科書制度を実施した。
1941年の第五期国定教科書は戦時色が非常に強い内容となった。1945年の敗戦後、「終戦に伴ふ教科書図書取扱方に関する件」に基づき、連合国軍最高司令官総司令部（GHQ）が不適切と判断したものは書き換えられるか、墨塗りされた。教科によっては、ほぼ全行に抹消線が引かれたものもあった。当時の国民学校（現：小学校・中学校）では、当時使われた教科書のうち、戦意高揚をうたった文章の箇所については「墨汁で塗りつぶして読めないように」という進駐軍の指示（命令）が出されたためである。また、児童が教員の指示に従い塗りつぶしを行った。
同時に、教職追放令により、45万の教員のうち11万5千人が辞職、約5,200人が教職追放となった。マッカーサーの陸軍省宛の報告には、「推定1800万人の生徒、40万人の教師、4万の学校は、占領政策の道具である」とあり、その意図に沿った指令であったとされる。